# Норборнадиен
Норборнадиен — бициклический напряжённый диен, производное норборнана, обладает очень высокой химической активностью. Для стабилизации при хранении к нему добавляют ингибитор 2,6-ди-трет-бутил-4-метилфенол (0,05 %). При стандартных условиях представляет собой бесцветную жидкость. Применяется для синтеза альдрина (инсектицид). Промежуточный продукт при синтезе простагландинов. Имеет потенциальное применение в превращении солнечной энергии.

## Получение
Основной метод синтеза норборнадиена — реакция Дильса-Альдера циклопентадиена и ацетилена при 350 °C:

## Химические свойства
Каталитическое гидрирование норборнадиена приводит последовательно к норбонену и норборнану. При нагревании изомеризуется в циклогептатриен (тропилиден).
Норборнадиен вступает в диеновый синтез в качестве диенофила по одной или обеим связям С=С. Реакция Дильса — Альдера гексахлорциклопентадиена с избытком норборнадиена при 100° С является основным способом получения альдрина:
Норборнадиен является начальным продуктом в синтезе диамантана.
В результате облучения норборнадиена в присутствии кетона Михлера образуется валентный изомер квадрициклан:
Так как структура квадрициклана является более напряжённой (78,7 ккал/моль) чем норборнадиена (25,6 ккал/моль), то обратное превращение протекает с выделением тепла. Благодаря данному свойству реакция была предложена для запасания солнечной энергии.